# Sabine Engel
Pour les articles homonymes, voir Engel.
Sabine Engel, née le 21 avril 1954 à Prenzlau, est une ancienne lanceuse de disque est-allemande.
Elle a terminé cinquième aux Jeux olympiques d'été de 1976, troisième à la Coupe du monde des nations d'athlétisme 1977 et quatrième aux Championnats d'Europe d'athlétisme 1978. Elle a représenté l'équipe sportive SC Neubrandenburg et est devenue championne d'Allemagne de l'Est en 1975.
Son meilleur lancer a été 68,92 mètres, réalisé en juin 1977 à Karl-Marx-Stadt. Ce résultat la place au dixième rangs parmi les lanceuses de disque, derrière Gabriele Reinsch, Ilke Wyludda, Diana Gansky-Sachse, Irina Meszynski, Gisela Beyer, Martina Hellmann-Opitz, Evelin Jahl, Silvia Madetzky et Franka Dietzsch.